# Frank Wartenberg
Frank Wartenberg (República Democrática Alemana, 20 de mayo de 1955) es un atleta alemán retirado, especializado en la prueba de salto de longitud en la que llegó a ser medallista de bronce olímpico en 1976.

## Carrera deportiva
En los JJ. OO. de Montreal 1976 ganó la medalla de bronce en el salto de longitud, con un salto de 8.02 metros, siendo superado por los estadounidenses Arnie Robinson (oro con 8.35 m) y Randy Williams (plata con 8.11 metros).